# 長門三隅駅
長門三隅駅（ながとみすみえき）は、山口県長門市三隅下にある、西日本旅客鉄道（JR西日本）山陰本線の駅である。事務管コードは▲640786。

## 歴史
- 1924年（大正13年）11月3日：国有鉄道美禰線（現・山陰本線）正明市駅（現・長門市駅） - 間延伸時に終着駅として開設[1][3]。客貨取扱開始[1]。
- 1925年（大正14年）4月3日：美禰線当駅 - 萩駅間延伸、途中駅となる[4]。
- 1932年（昭和7年）12月12日：駅事務室から出火、駅舎全焼[5]。
- 1933年（昭和8年）2月24日：当駅を含む美禰線一部区間が山陰本線に編入され、同線所属駅となる[6]。
- 1977年（昭和52年）3月31日：貨物取扱廃止[1]。
- 1984年（昭和59年）2月1日：荷物扱い廃止[1]。
- 1985年（昭和60年）3月14日：無人駅化[7]。
- 1987年（昭和62年）4月1日：国鉄分割民営化に伴い、西日本旅客鉄道（JR西日本）の駅となる[1]。
- 2013年（平成25年）7月28日：豪雨災害に伴い線路が被災、一時当駅を含む益田駅 - 長門市駅間が運休（※当駅を含む奈古駅 - 長門市駅間については同年8月4日に運行再開）。
- 2014年（平成26年）4月1日：簡易委託解除、完全無人駅化。簡易委託駅時代は駅前の個人商店に近距離切符（常備券のみ）販売が委託されていた。

## 駅構造

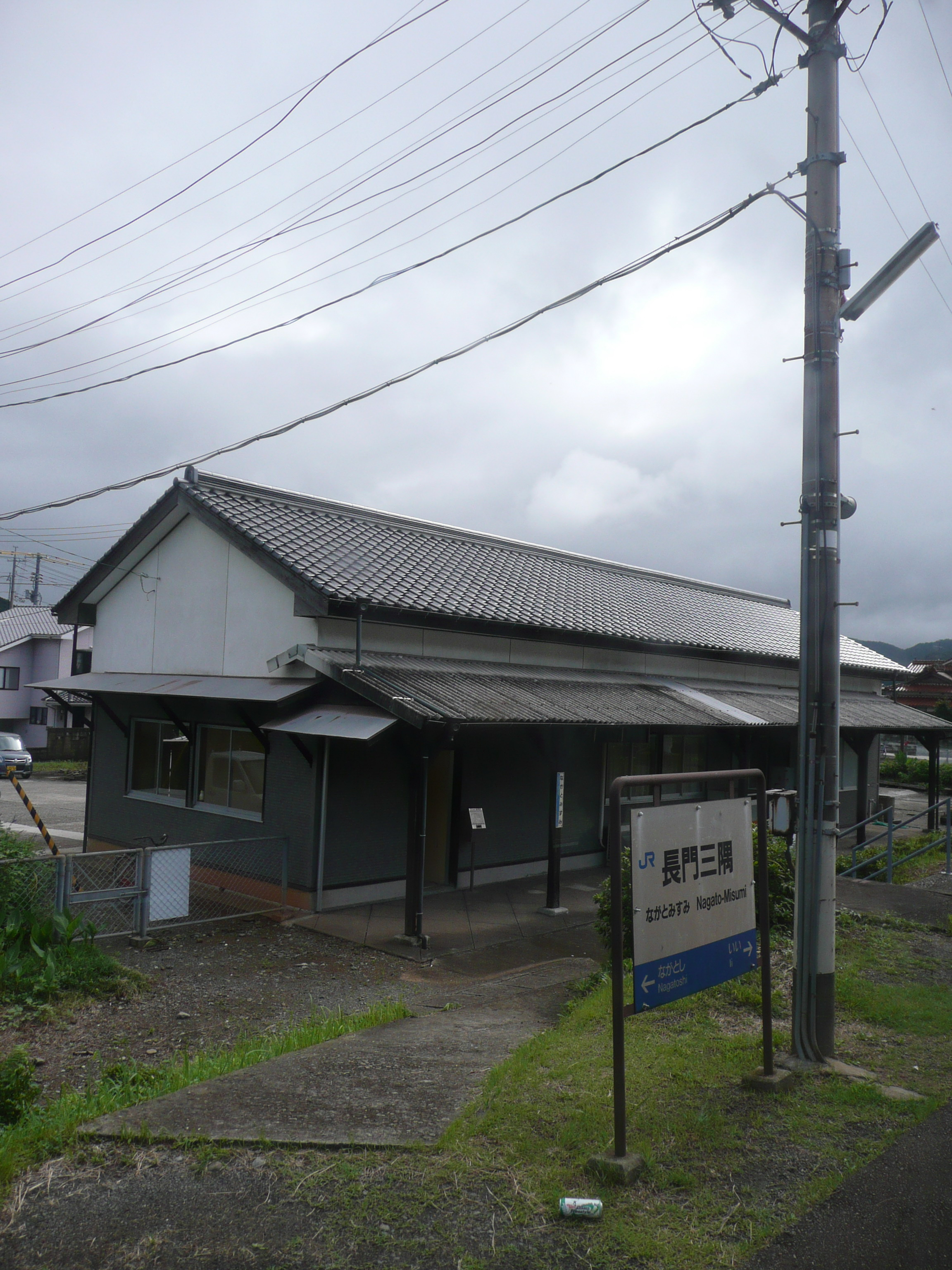
駅名標とホームから望む駅舎（2009年7月）

相対式ホーム2面2線を有する列車交換可能な地上駅。木造駅舎を備える。駅舎は上りホーム側に設置されている。反対側のホームにも直接出入り出来る小道がある。ホーム中程に、上下線ホームを連絡する跨線橋がある。
長門鉄道部管理の無人駅。

## のりば
| のりば | 路線      | 方向 | 行先             | 備考                |
| ------ | --------- | ---- | ---------------- | ------------------- |
| 1      | ■山陰本線 | 上り | 東萩・益田方面   |                     |
| 2      | ■山陰本線 | 下り | 長門市・下関方面 | 当駅始発は1番のりば |

付記事項
- 構内にはのりば番号標はないが、駅掲示時刻表では上記の番号で案内されている。
- 平日登校日の朝6時台に当駅始発長門市・滝部行きの区間列車（逆はない）が設定されている。

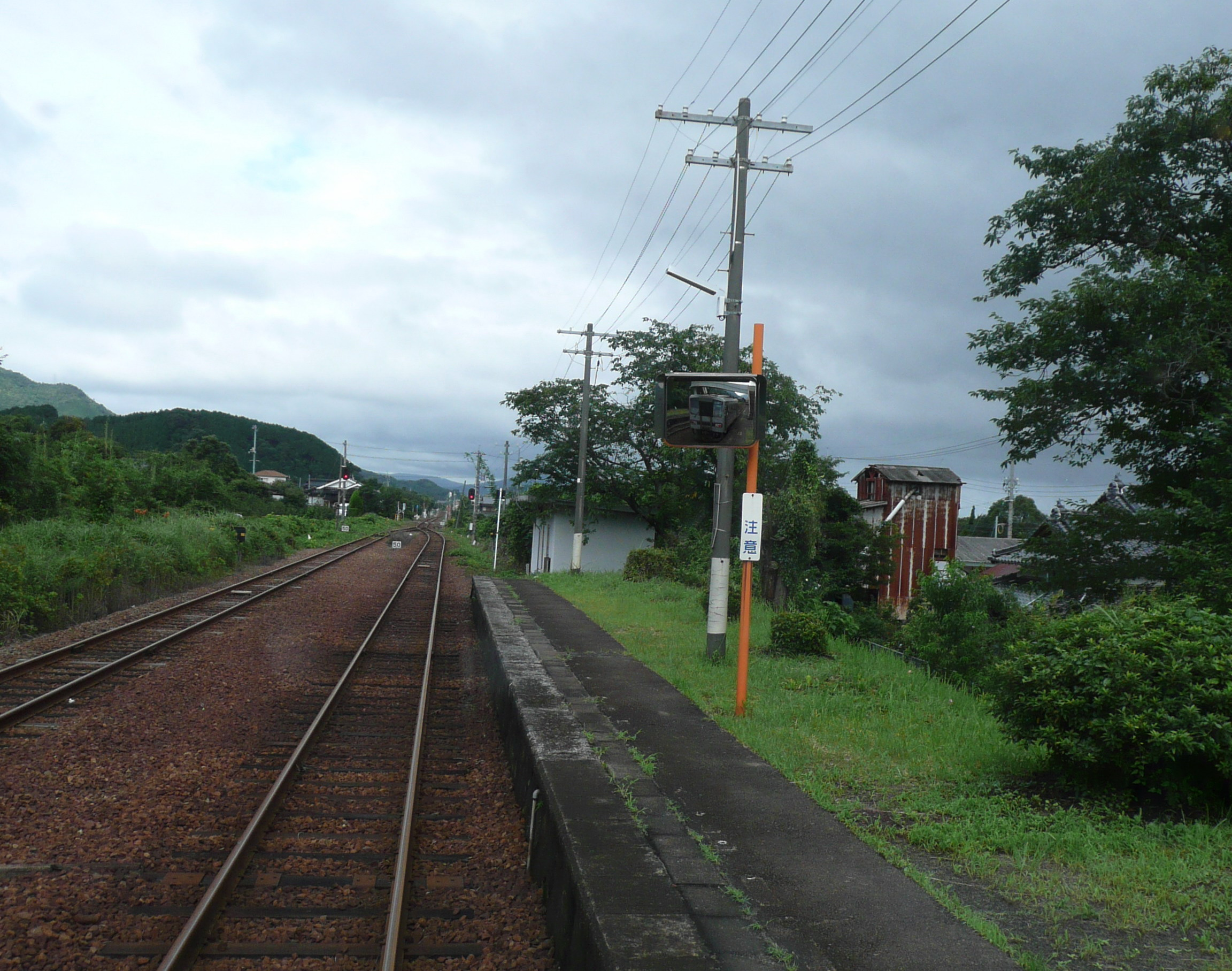
ホーム（2009年7月、長門市方面を眺める）

## 利用状況
近年の1日平均乗車人員の推移は以下の通り。当駅を利用するのは主に萩方面への通学客が多い。
| 乗車人員推移 | 乗車人員推移 |
| 年度         | 1日平均人数  |
| ------------ | ------------ |
| 1999         | 154          |
| 2000         | 155          |
| 2001         | 135          |
| 2002         | 117          |
| 2003         | 122          |
| 2004         | 122          |
| 2005         | 117          |
| 2006         | 103          |
| 2007         | 92           |
| 2008         | 88           |
| 2009         | 86           |
| 2010         | 84           |
| 2011         | 74           |
| 2012         | 62           |
| 2013         | 60           |
| 2014         | 45           |
| 2015         | 50           |
| 2016         | 44           |
| 2017         | 51           |
| 2018         | 49           |
| 2019         | 42           |
| 2020         | 43           |
| 2021         | 43           |
| 2022         | 63           |

## 駅周辺
住宅の他、田畑もある。
- 村田清風記念館（西へ車で5分）
- 湯免温泉（東へ車で5分）
- 香月泰男美術館（東へ車で5分）
- 三隅郵便局
- 長門市立三隅中学校
- 長門市立明倫小学校
- 国道191号
- 山口県道285号野波瀬港線
- 山口県道287号長門三隅線：旧・国道191号。駅との間は市道（旧・山口県道284号長門三隅停車場線）で約100m程。

### バス路線
最寄停留所は、山口県道287号長門三隅線にある三隅駅前である。以下の路線が防長交通により運行されている。
- 青海大橋
- 落志畑 / 秋芳洞 / 東萩駅

## 隣の駅
西日本旅客鉄道（JR西日本）
■山陰本線
飯井駅 - 長門三隅駅 - 長門市駅